# Hymne de la République socialiste soviétique carélo-finnoise
L' hymne national de la république socialiste soviétique carélo-finnoise (en finnois : Karjalais-suomalaisen SNT hymni) était l'hymne national de la république de Carélie lorsqu'elle était une république de l'URSS connue sous le nom de république socialiste soviétique carélo-finnoise,,,.

## Histoire
En 1945, le gouvernement de la RSS carélo-finnoise organisa un concours pour créer un hymne national. L'hymne gagnant, écrit par Armas Äikiä et composé par Karl Rautio, fut adopté au début des années 1950 jusqu'en 1956, date à laquelle la république a été réabsorbée par la RSFS de Russie. Avec les hymnes de la RSS de Géorgie et la RSS d'Estonie, il est l'un des trois seuls hymnes des républiques soviétiques à ne pas mentionner le peuple russe.

## Paroles
| finnois, | carélien |
| --- | --- |
| I Oma Karjalais-suomalaiskansamme maa, Vapaa Pohjolan Neuvostojen tasavalta. Kotimetsäimme kauneus öin kajastaa Revontultemme taivaalta leimuavalta. Kerto: Neuvostoliitto on voittamaton, Se kansamme suur-isänmaa ijät on. Sen Tienä on Kansojen Kunniantie, Se Karjalan Kansankin voittoihin vie. II Isänmaa Kalevan, kotimaa runojen, Jota Leninin Stalinin lippu johtaa. Yli kansamme uutteran onnellisen Valo kansojen veljeystähdestä hohtaa. III Kotimaamme loi uudeksi kansamme työ, Tätä maata me puollamme kuin isät ammoin. Sotasuksemme suihkavat kalpamme lyö. Asemahdilla suojaamme Neuvosto-Sammon. | I Oma karjalas-suomelasrahvahan mua, Välly Pohjolan Nevvostoloin tazavaldu. Kodimeččien čomevus yöl kajostuakseh selgielöin rebointuliloin taivahalpäi Kertou: Nevvostoliitto on voittamatoi Se rahvahien suur-ižänmua ijät on. Sen tienny on rahvahien kunnivotie Se Karjalan rahvahangi voittoloih vie. II Ižänmua Kalevalan, kodimua runoloin, Midä Leninin Stalinin flagu johtau. Piäliči rahvahan ruadain ozakkahan Valgo rahvahien vellestiähtespäi čilkettäy III Kodimuan luaji uvvekse rahvahan ruado, Tädä muadu myö puolistammo gu tuatat ammui. Sodasukset sukatah miekat iškietäh. Azeväel suojuammo Nevvosto-Sammon. |

### Traduction
Pays d'origine de notre peuple Karelo-Finlandais,
République soviétique libre du Nord.
La beauté de nos forêts indigènes se reflète la nuit
Sur nos aurores boréales flamboyantes dans le ciel.
L'Union soviétique est invincible
C'est le grand ancêtre de notre peuple, la terre éternelle.
Son chemin est le chemin de l'honneur des peuples,
Lui et le peuple de Carélie mèneront à des victoires.
Patrie de Kaleva , patrie des runes ,
Quel Lénine - la bannière de Staline mène.
Sur notre peuple industrieux heureux
La lumière des peuples de la fraternité de l'étoile brille.
L'Union soviétique est invincible
C'est le grand ancêtre de notre peuple, la terre éternelle.
Son chemin est le chemin de l'honneur des peuples,
Lui et le peuple de Carélie mèneront à des victoires.
Notre patrie a de nouveau été créée par le travail de notre peuple,
Nous défendons ce pays comme des pères d'autrefois.
Notre course de skis militaires, nos coups d'épée
Avec des armes, nous défendrons le Sampo soviétique.
L'Union soviétique est invincible
C'est le grand ancêtre de notre peuple, la terre éternelle.
Son chemin est le chemin de l'honneur des peuples,
Lui et le peuple de Carélie mèneront à des victoires.